# Joakim Korsuňanin
Joakim Korsuňanin (rusky Иоаки́м Корсу́нянин) byl první arcibiskup v Novgorodu; svůj úřad vykonával přibližně v letech 989 až 1030. Jeho přízvisko napovídá, že pocházel z byzantského města Cherson v dnešní jižní Ukrajině. V Novgorodu zničil Perunův idol a nechal postavit dřevěný chrám svaté Žofie. V pravoslavné církvi je uctíván jako svatý a jeho svátek je 19. června.